# شدة خرسانية
الشدات الخرسانية هي عبارة عن تشييد قالب مؤقت ومدعم بهدف صب الخرسانة الطرية داخله. ومن الضروري أن تكون الشدات غير مكلفة وسهلة التركيب وسريعة الفك بالإضافة إلى إمكانية استخدامها عدة مرات. وتتكون الشدات عامة مما يلي:
1. القالب (بالإنجليزية:  Mold Form)‏ وهو القالب الذي تُصب به الخرسانة الطرية لينتج الشكل المطلوب.
2. عناصر التحميل الموقتة (بالإنجليزية:  Temporary Supports)‏ وهي العناصر الخشبية أو المعدنية التي تدعم السابق ذكره حتى تتصلد الخرسانة بداخله.

ومن الأنظمة المستخدمة في التشييد لغرض تشكيل الخرسانة الطرية نظام الشدات التقليدية وغير التقليدية ومنها؛

## الشدات التقليدية

### الشدات الخشبية
ومن مميزاتها:
- المرونة في استخدامها وفي عمل تشكيلات متنوعة منها.
- خفة وزنها مع تحملها لأوزان كبيرة
- سهولة فكها وإعادة تركيبها

ومن عيوبها:
- في الأجواء الحارة، تساعد الشدات الخشبية على سرعة فقدان الماء الموجود بالخرسانة إذا لم يتم معالجتها بالماء بسرعة وبإستمرار.
- عملية تكرار استعمالها ونقلها يجعلها غير اقتصادية (في بعض الأحيان)

ومن الطرق المتبعة في عمل الشدات الخشبية:
- شدات قواعد الأعمدة، هي شدات خشبية لقاعدة مسلحة خاصة بكل عمود على حدة حيث يتم تشييدها حسب أبعادها الموضحة بالرسومات التنفيذية.
- شدات الميد (بالإنجليزية:  Grande Beam Forms)‏
- شدات الأعمدة
- شدات الحوائط
- شدات الأسقف

### الشدات المعدنية
ومن مميزاتها:
- سهولة وسرعة تركيبها وفكها نظراً لإستخدام البراغي في تجميع أجزائها مع بعض.